# Misius misius
Misius misius är en fjärilsart som beskrevs av Paul Mabille 1891. Misius misius ingår i släktet Misius och familjen tjockhuvuden. Inga underarter finns listade i Catalogue of Life.